# Jandilla
Jandilla es una ganadería española de toros bravos cuyas reses pastan en los términos municipales de Mérida y Llerena (Badajoz, España) y que está integrada dentro de la Unión de Criadores de Toros de Lidia.
La vacada, fundada en 1930 por el ganadero gaditano Juan Pedro Domecq y Núñez de Villavicencio, estuvo ligada a la ganadería homónima del este empresario gaditano hasta 1978, cuando se deslinda del hierro matriz – que era el que el duque de Veragua – y adquiere nombre propio; recibiendo para su denominación el nombre de la finca en la que pastaban, originalmente, los toros de la familia Domecq, en Vejer de la Frontera: “Jandilla”.
Las reses de esta ganadería se distinguen en su hierro, en forma de estrella de seis puntas, y la divisa azul que lucen en la plaza; siendo señalados en la oreja con forma de higuera en ambas. 

## Origen "Vistahermosa"
La ganadería de Jandilla está entrocada en su origen con los toros de encaste Vistahermosa, vía Ibarra-Parladé por la compra que hizo de una punta de ganado del Conde de la Corte.
En 1930, el empresario y bodeguero Juan Pedro Domecq y Núñez de Villavicencio compró para sus hijos una ganadería de bravo, haciéndolo con reses procedentes de la antigua vacada del duque de Veragua y dos lotes de eralas y cuatro sementales que adquirió a don Agustín Mendoza. 
El heredero del hierro, Juan Pedro Domecq y Diez, tras la muerte de su padre inició algunos cambios en el seno de la ganadería, tal y como advierte García Sánchez. Por recomendación de su amigo Ramón Mora-Figueroa, Domecq vendió los toros de Veragua e incorporó más reses de origen Ibarra-Parladé, procedente de la ganadería del Conde de la Corte y de Mora-Figueroa, la cual terminará comprando en parte en 1940.
Desde 1937, empieza a consolidarse la ganadería anunciada como "Hijos de Don Juan Pedro Domecq" y de la que derivarán las ganaderías actuales de este encaste, bien por la escisión de una parte del hierro matriz (Marqués de Domecq, José Luis Osborne, Salvador Domecq o Jandilla) o de las que surgirán por el cruce con otras ganaderías, que luego se llegarán a entrecruzar con las dichas escisiones.

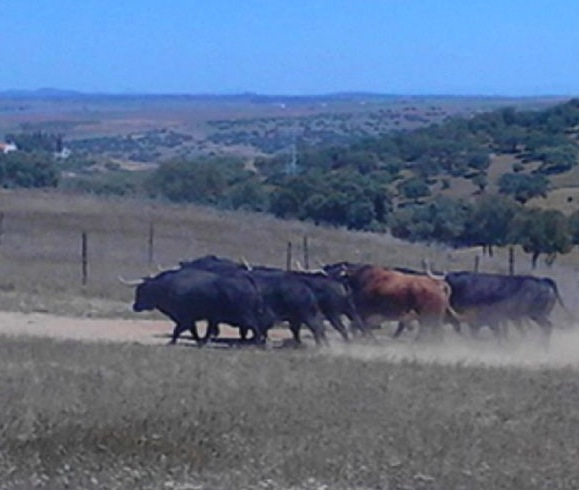
Toros de la ganadería de Jandilla corriendo en la finca "Don Tello" (Mérida), donde pastan sus reses

## Historia de la ganadería
Cuando la familia Domecq inicia su andadura como ganaderos de bravo, compaginando este negocio con el de las bodegas vitvinícolas, lo hace comprando la finca "Jandilla", en Vejer de la Frontera, donde empezarán a pastar sus primeras reses. 
Este será el motivo por el que Fernando Domecq y Solís-Beuamont, al empezar a criar sus toros en 1978 tras separarse de sus hermanos y crear una ganadería nueva, decida tomar como nombre para sus toros el de la finca que había sido el origen ganadero de su familia. 
Para distinguir a sus toros, el nuevo ganadero de Jandilla emplea el hierro que su familia había adquirido en 1970 a don Félix Moreno de la Cova, titular de la ganadería de Saltillo. Se trataba de un hierro histórico de la familia Moreno, fundado por sus hermanas Serafina y Enriqueta, y que dispusieron la forma de una estrella de seis puntas, como recuerdo de la graduación militar como alféreces provisionales que durante la Guerra civil española había ostentado su padre, el patriarca familiar, don Félix Moreno Ardanuy.
En 1987 el ganadero de Jandilla deja en manos de su hermano, Borja Domecq y Solís-Beuamont, los designios del hierro, ya que Fernando Domecq inicia una nueva andadura junto al hierro de Zalduendo con lotes de esta ganadería.

### Características del toro de Jandilla
El fenotipo o aspecto del toro de la ganadería de Jandilla es similar al resto de los toros de encaste Domecq: con predominio de toros negros, aunque también castaños y colorados; raramente algún jabonero, derivado del influjo de la sangre vazqueña. Presentando, además, una alzada media, un cuello largo, que les permite descolgar y humillar más, y un lomo recto. La selección derivada de Borja Domecq, asimismo, ha arrojado toros nobles, con fondo de bravura, y gran transmisión y durabilidad en el último tercio.

### Toros célebres
- Triguero, número 130, negro bragado, 560 kilos, lidiado en la Plaza de toros Monumental de Pamplona el 12 de julio de 2004 y que corneó, hasta en cinco ocasiones, al corredor Julen Madina.[6]
- Capuchino, número 106, colorado, ojo de perdiz y de 515 kg, lidiado en la Plaza de toros Monumental de Pamplona el 10 de julio de 2009 por David Fandila "El Fandi" y que hirió de muerte, durante el encierro, al joven Daniel Jimeno Romero.
- Lastimoso, número 80, colorado, 550 kilos, indultado en la Plaza de toros de Arlés el 1 de abril de 2018 por Andrés Younés –cortó dos orejas simbólicas–.[7][8]
- Libélula, número 95, negro mulato, 494 kilos, indultado en la Plaza de toros de Las Palomas (Algeciras) el 29 de junio de 2018 por Miguel Ángel Perera.[9]
- Horroroso, número 74, negro, 540 kilos, lidiado en la Plaza de toros de Valencia el 18 de marzo de 2019 por Sebastián Castella, al que se le dio la vuelta al ruedo tras la anulación de la petición de indulto.[10]
- Rufián, número 70, negro mulato, 565 kilos, lidiado en la Plaza de toros de Pamplona el 12 de julio de 2022 por Alejandro Talavante, premio Carriquiri al mejor toro de la feria de San Fermín.
- Leguleyo, número 67, castaño en chorreado, 530 kilos, lidiado en la Plaza de toros de Valencia el 17 de marzo de 2024 por Roca Rey, al que se le dio la vuelta al ruedo tras una petición de indulto.

## Sanfermines
Jandilla es una ganadería con mucha historia en Pamplona, ha participado 21 veces en la Feria del Toro. De esas participaciones en 2003, 2004, 2017 y 2018 ha ganado el trofeo de la mejor corrida de San Fermín. A la vez que en 2004, 2005, 2009, 2016 y 2022 ha ganado el premio Carriquiri. Jandilla debutó en Pamplona el 14 de julio de 1983 y no volvió hasta el año 1997, y desde entonces casi todos los años han venido a Sanfermines. Jandilla es la ganadería en el siglo XXI que más veces ha protagonizado encierros con 4 o más corneados; ha ocurrido en cuatro ocasiones: en 2004, 2005, 2009 y 2010. Contrasta con los datos de Cebada Gago, que desde 2001 sólo lo ha hecho una vez. Jandilla es una de las ganaderías más peligrosas; en sus 20 participaciones los toros han dejado 31 corredores corneados, una media de 1,55 por encierro. Entre las ganaderías actuales que han lidiado más de 15 veces en San Fermín, es la segunda que más cornadas causa, sólo por detrás de Cebada Gago. El 11 de noviembre de 2022 La Casa Misericordia anunció que Jandilla volvería a Pamplona en 2023 tras ganar el premio Carriquiri con el toro "Rufián" en 2022. 
Y así fue volvió en 2023 con toros negros, castaño y colorado. El encierro fue de 2 minutos y 23 segundos, limpio, pero con 3 traumatismos. La tarde fue la mejor de todas. Cortaron seis orejas una menos que los de Fuente Ymbro aunque Jandilla fue la ganadora del premio Feria del Toro de Sanfermines 2023.
En 2024 un toro de Jandilla hirió a un corredor de 72 años en una axila en la cuesta de Santo Domingo.

## Vegahermosa

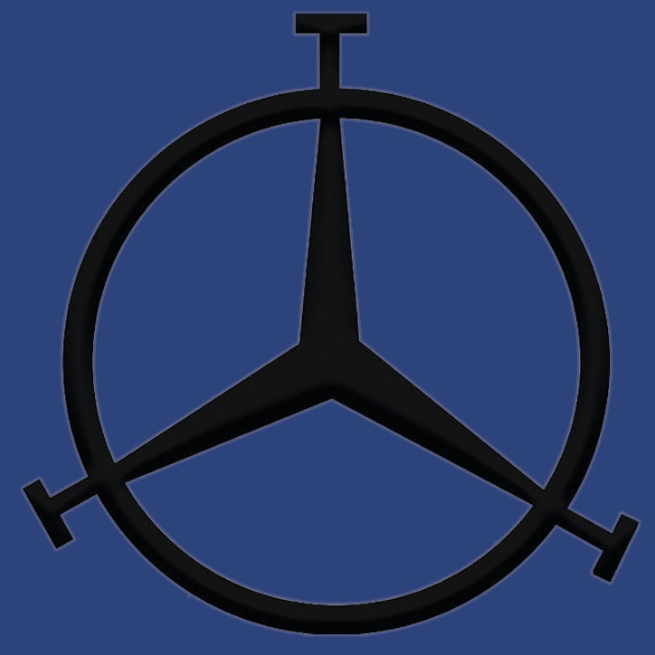
Hierro y divisa de la ganadería Vegahermosa, también propiedad de Jandilla

En 2002, Borja Domecq se separará definitivamente de sus hermanos, pasando a disponer de la mayoría de las reses y creando un segundo hierro ligado al de Jandilla, el de "Vegahermosa" y que pasta en la finca de Los Quintos (Llerena). Por su parte, el 40% restante de la vacada, que quedará en manos de los restantes Domecq-Solís, configurarán la nueva ganadería de "Torrehandilla", la cual finalmente será vendida a un empresario jerezano.